# Mesobunus
Genre
Mesobunus est un genre fossile d'opilions eupnois de la famille des Sclerosomatidae.

## Distribution
Les espèces de ce genre ont été découvertes à Daohugou dans le xian de Ningcheng en Mongolie-Intérieure en Chine. Elles datent du Jurassique.

## Liste des espèces
Selon World Catalogue of Opiliones (18/05/2021) :
- † Mesobunus dunlopi Giribet, Tourinho, Shih & Ren, 2011
- † Mesobunus martensi Huang, Selden & Dunlop, 2009

## Publication originale
- Huang, Selden & Dunlop, 2009 : « Harvestmen (Arachnida: Opiliones) from the Middle Jurassic of China. » Naturwissenschaften, vol. 96, no 8, p. 955–962.